# Chitonaster
Chitonaster is een geslacht van zeesterren uit de familie Goniasteridae.				

## Soorten
- Chitonaster cataphractus Sladen, 1889
- Chitonaster felli (H.E.S. Clark, 1971)
- Chitonaster johannae Koehler, 1908
- Chitonaster trangae Mah, 2011